# رادوسلاف أوغستين
رادوسلاف أوغستين هو لاعب كرة قدم سلوفاكي في مركز الوسط، ولد في 5 يناير 1987 في براتيسلافا في سلوفاكيا. شارك مع منتخب سلوفاكيا تحت 17 سنة لكرة القدم. أما مع النوادي، فقد لعب مع إنتر براتيسلافا وبوهيميانز 1905 ونادي بيترزالكا ونادي سلوفان براتيسلافا ونادي نيترا.

## وصلات خارجية
- رادوسلاف أوغستين على موقع قاعدة بيانات كرة القدم.إي يو (الإنجليزية)
- رادوسلاف أوغستين على موقع Soccerway.com (الإنجليزية)